# Liga 3
La Liga 3 è la terza divisione del campionato portoghese di calcio.
Il torneo è organizzato direttamente dalla Federazione calcistica del Portogallo e ha natura semiprofessionistica, ammettendovi anche le squadre retrocesse dai campionati superiori che vogliano mantenere lo status professionistico.

## Formula
La competizione nasce nel 2021 raccogliendo le migliori squadre del Campeonato de Portugal.
La stagione si divide in due fasi. Nella prima le squadre sono divise in due gironi, Nord e Sud. Nella fase successiva le prime quattro classificate del girone Nord e le prime quattro classificate del girone Sud sono inserite in un unico girone di otto squadre per la promozione, mentre le ultime sei classificate del girone Nord e le ultime sei classificate del girone Sud sono inserite in due gironi per la retrocessione, per un totale di 32 o 28 giornate. Due squadre vengono promosse nella serie superiore e una terza gioca una sfida di spareggio promozione-retrocessione con un club di categoria superiore; le squadre che retrocedono sono quattro in totale.

## Storia
Dal 1990-1991, con la creazione della Liga de Honra ("lega d'onore"), la seconda divisione calcistica portoghese, la dizione Segunda Divisão ("seconda divisione"), che indicava la seconda serie istituita nel 1934, fu utilizzata per la terza divisione, con un cambio di nome, divenendo Segunda Divisão B.
Dal 1990 al 2005 il campionato era diviso in tre gironi: Norte, Centro e Sul (Nord, Centro e Sud). Nel 2005 i gironi divennero quattro (Serie A, Serie B, Serie C e Serie D), ma nel 2009 fu ripristinata l'articolazione in tre gironi. 
Nel 2013 il campionato fu riorganizzato con la fusione della vecchia Terceira Divisão ("terza divisione", vale a dire la quarta serie nella scala gerarchica del campionato portoghese) e il passaggio della terza divisione da 48 a 80 squadre, con la ridenominazione in Campeonato Nacional Senior, con 8 gironi da 10 squadre ciascuno.
Nel 2021-2022 la Federazione calcistica del Portogallo ha istituito la Liga 3, la nuova terza divisione che ha sostituito la denominazione Campeonato de Portugal, passata a indicare la quarta serie. Dal 2021 al 2023 la Liga 3 ha visto la partecipazione di 24 squadre, ridotte a 20 nel 2022-2023. Nel corso dell'edizione 2022-2023, infatti, avvennero 8 retrocessioni invece delle consuete 4.

## Partecipazioni per squadra
Sono 42 le squadre ad aver preso parte ai 5 campionati di Primeira Liga a girone unico che sono stati disputati a partire dal 2021-2022 fino alla stagione 2025-2026 (della quale si riportano in grassetto le squadre militanti):
- 5 volte:  Braga B,  Caldas,  Fafe,  Sanjoanense
- 4 volte:  Académica,  Amora,  Anadia,  Oliveira Hospital,  Sporting Lisbona B,  São João de Ver,  Varzim
- 3 volte:  Alverca,  Atlético CP,  Belenenses,  Canelas 2010,  Covilhã,  Felgueiras 1932,   Lourosa,  Trofense,  União Santarém,  Vitória Guimarães B,  1º Dezembro
- 2 volte:  Amarante,  Montalegre,  Paredes,  Real SC,  União Leiria,  Vilaverdense,  Vitória Setúbal
- 1 volta:  Cova da Piedade,  Fontinhas,  Lusitânia,  Lusitano,  Mafra,  Marco 09,  Moncarapachense,  Oliveirense,  Oriental Dragon,  Pevidém,  Pêro Pinheiro,  Torreense,  Vianense

## Squadre 2025-2026

### Gruppo 1
- Amarante
- Braga B
- Fafe
- Marco 09
- Paredes
- Sanjoanense
- São João de Ver
- Trofense
- Varzim
- Vitória Guimarães B

### Gruppo 2
- 1º Dezembro
- Académica
- Amora
- Atlético CP
- Belenenses
- Caldas
- Covilhã
- Lusitano
- Mafra
- União Santarém

## Albo d'oro
| Stagione  | Vincitore               | Altre promozioni              |
| --------- | ----------------------- | ----------------------------- |
| 2021-2022 | Torreense (Gruppo 2)    | Oliveirense (Gruppo 1)        |
| 2022-2023 | União Leiria (Gruppo 1) | Belenenses (Gruppo 2)         |
| 2023-2024 | Alverca (Gruppo 2)      | Felgueiras 1932 (Gruppo 1)    |
| 2024-2025 | Lourosa (Gruppo 1)      | Sporting Lisbona B (Gruppo 2) |
| 2025-2026 | Sconosciuta             | Sconosciuta                   |

## Vittorie per squadra
| Squadra      | Vittorie | Stagione  |
| ------------ | -------- | --------- |
| Lourosa      | 1        | 2024-2025 |
| Alverca      | 1        | 2023-2024 |
| União Leiria | 1        | 2022-2023 |
| Torreense    | 1        | 2021-2022 |